# Drumcondra F.C.
Drumcondra Football Club (irl. Cumann Peile Droim Conrach) – irlandzki klub piłkarski z siedzibą w mieście Dublin, stolicy państwa.

## Osiągnięcia
- Mistrz Irlandii (Football League of Ireland) (5): 1948, 1949, 1958, 1961, 1965
- Puchar Irlandii (FAI Cup) (5): 1927, 1943, 1946, 1954, 1957
- FAI Intermediate Cup: 1927

## Historia
Drumcondra zadebiutował w pierwszej lidze irlandzkiej w 1928 roku i rozegrał w niej łącznie 44 sezony. Swoje mecze domowe klub rozgrywał na stadionie Tolka Park.
Drums są pierwszym klubem irlandzkim, który wyeliminował swego rywala w europejskich pucharach. W sezonie 1962/63 w Pucharze Miast Targowych Drumcondra wyeliminował duński klub B 1909 z miasta Odense.
Klub pokonał u siebie słynny Bayern Monachium 1:0 (choć przegrał na wyjeździe 0:6 i odpadł). W europejskich pucharach Drums grali z takimi drużynami jak Atlético Madryt, 1. FC Nürnberg, Eintracht Frankfurt czy Vorwärts Berlin.
W roku 1972 klub został włączony do klubu Home Farm, który zajął miejsce klubu Drumcondra w pierwszej lidze irlandzkiej.
Wkrótce po tym wydarzeniu kibice klubu Drumcondra reaktywowali klub, który przystąpił do rozgrywek ligi amatorskiej, w której gra do dziś.

### Piłkarze w historii klubu
- Eoin Hand
- Alan Kelly
- Con Martin

### Rekordy
- Najwyższe zwycięstwo w lidze: 22 stycznia 1961 8:0 z Sligo Rovers (u siebie)
- Najwyższa porażka w lidze: 13 stycznia 1946 1:9 z Cork United (u siebie)
- Król strzelców: 1960/61 Dan McCaffrey (29 bramek)
- Najlepszy strzelec klubu w lidze irlandzkiej: Des Glynn (96 bramek w latach 1948–1956)

### Sezony w pierwszej lidze
| - 1928/29 - 4 - 1929/30 - 7 - 1930/31 - 11 - 1931/32 - 9 - 1932/33 - 10 - 1933/34 - 7 - 1934/35 - 9 - 1935/36 - 9 - 1936/37 - 6 - 1937/38 - 12 - 1938/39 - 8 |  | - 1939/40 - 6 - 1940/41 - 6 - 1941/42 - 9 - 1942/43 - 3 - 1943/44 - 6 - 1944/45 - 4 - 1945/46 - 2 - 1946/47 - 2 - 1947/48 - 1 - 1948/49 - 1 - 1949/50 - 2 |  | - 1950/51 - 3 - 1951/52 - 6 - 1952/53 - 2 - 1953/54 - 3 - 1954/55 - 6 - 1955/56 - 8 - 1956/57 - 2 - 1957/58 - 1 - 1958/59 - 5 - 1959/60 - 9 - 1960/61 - 1 |  | - 1961/62 - 7 - 1962/63 - 3 - 1963/64 - 8 - 1964/65 - 1 - 1965/66 - 7 - 1966/67 - 8 - 1967/68 - 7 - 1968/69 - 9 - 1969/70 - 14 - 1970/71 - 14 - 1971/72 - 12 |

## Europejskie puchary
Legenda do wszystkich tabel:
- Q – runda eliminacyjna, 1/16, 1/8, 1/4, 1/2 – odpowiednia faza rozgrywek, Grupa – runda grupowa, 1r gr – pierwsza runda grupowa, 2r gr – druga runda grupowa, F – finał, R – runda, PO – play-off
- k. – rzuty karne, los. – losowanie, Dogr. – dogrywka, w. – zasada bramek strzelonych na wyjeździe

| Sezon   | Rozgrywki              | Runda | Przeciwnik          | Dom | Wyjazd | Ogólnie |
| ------- | ---------------------- | ----- | ------------------- | --- | ------ | ------- |
| 1958/59 | Puchar Europy          | Q     | Atlético Madryt     | 1–5 | 0–8    | 1–13    |
| 1961/62 | Puchar Europy          | Q     | 1. 1. FC Nürnberg   | 1–4 | 0–5    | 1–9     |
| 1962/63 | Puchar Miast Targowych | 1R    | Staevnet XI         | 4–1 | 2–4    | 6–5     |
| 1962/63 | Puchar Miast Targowych | 1/8   | Bayern Monachium    | 1–0 | 0–6    | 1–6     |
| 1965/66 | Puchar Europy          | Q     | Vorwärts Berlin     | 1–0 | 0–3    | 1–3     |
| 1966/67 | Puchar Miast Targowych | 1R    | Eintracht Frankfurt | 0–2 | 0–6    | 0–8     |